# Valderrei
Valderrei fou una sèrie dramàtica gallega que es va emetre diàriament a la TVG entre el 26 de febrer i el 29 de juny de 2007. Era una producció de Zenit, adaptació de la sèrie catalana Ventdelplà.
La sèrie narra com una dona de Ferrol intenta refer la seva vida a Valderrei, un poble imaginari situat entre Caldas de Reis i Padrón, després de fugir dels maltractaments del seu marit.

## Personaxes
- Mónica García és Isa
- Sheyla Fariña és Xandra
- Darío Loureiro és Marco
- Antón Olmos és David
- Blanca Cendán és Marga
- Guillermo Carbajo és Martiño
- Javier Rey és Rafa
- Tamara Canosa és Mónica
- Isabel Naveira és Nuria
- Miguel Pernas és Afonso
- Toño Casais és Félix
- María Louro és Esther
- Gonzalo Rei-Chao és Xaime
- Xoán Carlos Mejuto és Carlos